# Harpactea proxima
Harpactea proxima är en spindelart som beskrevs av José Vicente Ferrández 1990. Harpactea proxima ingår i släktet Harpactea och familjen ringögonspindlar.
Artens utbredningsområde är Portugal. Inga underarter finns listade i Catalogue of Life.